# Мойлох
Мойлох (англ. Moylough; ирл. Maigh Locha, «озёрная долина») — деревня в Ирландии, находится в графстве Голуэй (провинция Коннахт) у трассы N63.

## Демография
Население — 357 человек (по переписи 2006 года). В 2002 году население было 236 человек.
Данные переписи 2006 года:
| Общие демографические показатели |               |                               |                               |      |      |
| Всё население                    | Всё население | Изменения населения 2002—2006 | Изменения населения 2002—2006 | 2006 | 2006 |
| 2002                             | 2006          | чел.                          | %                             | муж. | жен. |
| 236                              | 357           | 121                           | 51,3                          | 189  | 168  |